# Křížová cesta (Antonínský kopec)
Křížová cesta v poutním místě Svatý Antonínek je křížová cesta nacházející se na severním okraji katastru obce Blatnice pod Svatým Antonínkem, na rozhraní okresů Hodonín a Uherské Hradiště, severozápadně od vrcholu Antonínského kopce a poutní kaple svatého Antonína. Spolu s areálem poutního místa je chráněna jako nemovitá kulturní památka České republiky.

## Historie
Křížová cesta od Julia Pelikána byla postavena v roce 1949 na louce za kaplí, kde je obklopena lesem.

## Popis
Křížovou cestu tvoří čtrnáct zděných sloupků na obdélném půdorysu, složených ze dvou částí. Na základně je umístěn hranol s mělkou nikou pro pašijový výjev. Jednotlivá zastavení jsou umístěna oboustranně podél centrální cesty.

## Okolí
Křížová cesta je součástí poutního místa Svatý Antonínek. Nedaleko křížové cesty se nachází poutní kaple ze 17. století, vodní pramen objevený v polovině 18. století a venkovní liturgický prostor vybudovaný na počátku 21. století.